# Cestrum cuspidatissimum
Cestrum cuspidatissimum är en potatisväxtart som beskrevs av Francey. Cestrum cuspidatissimum ingår i släktet Cestrum och familjen potatisväxter. Inga underarter finns listade i Catalogue of Life.